# Oliver Elton
Oliver Elton (3 de junio de 1861-4 de junio de 1945) fue un erudito literario inglés cuyas obras incluyen A Survey of English Literature (1730-1880) en seis volúmenes,críticas, biografías y traducciones de varios idiomas incluyendo el islandés y el ruso. Fue profesor de inglés King Alfred en la Universidad de Liverpool. También ayudó a establecer el Departamento de Inglés en la Universidad de Punyab, Lahore, Pakistán.

## Primeros años
Nacido en Holt,Norfolk, el 3 de junio de 1861, Elton fue el único hijo de Sarah y el reverendo Charles Allen Elton (1820-1887), el director de la escuela de Gresham, donde su padre le enseñó a Oliver hasta que pasó a la Universidad de Marlborough y Corpus Christi College, Oxford, donde fue un becario de 1880 a 1885. Se graduó con una licenciatura con honores de primera clase en Literae Humaniores en 1884.
Sus amigos en Oxford incluyeron a Leonard Huxley, Michael Sadler y Dugald Sutherland MacColl, con cuya hermana se casó más tarde.

## Carrera
El primer trabajo de Elton fue como tutor y conferenciante en Londres, mientras preparaba ediciones escolares de Shakespeare y Milton. El tradujo la  Laurentius Saga de Einar Hafliðason como The Life of Laurence Bishop of Hólar in Iceland (La Vida de Laurence, Obispo de Hólar en Islandia) que habla sobre Lárentíus Kálfsson al inglés. En esta labor fue alentado por Frederick York Powell, cuya biografía Elton más tarde publicaría en 1906.
En 1890 fue como profesor al Owens College, Mánchester, permaneciendo por diez años. Durante su tiempo allí, publicó una traducción de nueve de los libros de la Gesta Danorum de Saxo Grammaticus, un estudio de Michael Drayton y The Augustan Ages (1899) que le trajo el reconocimiento del mundo literario académico. Mientras tanto, conoció a Charles Edward Montague y escribió para el Manchester Guardian.
Fue a Liverpool en 1901 como Profesor de Literatura inglesa y permaneció allí hasta su jubilación en 1925. Mientras estuvo allí, complete dos tercios (cuatro volúmenes) de su Encuesta de Literatura inglesa y dio conferencias y escribió sobre Milton, Tennyson, Henry James, Chekhov entre otros.
Después de su jubilación fue a Harvard como un profesor invitado y más tarde se estableció en Oxford. Completo su Survey of English Literature  (Encuesta de Literatura inglesa), y publicó un libro sobre poesía inglesa, The English Muse: a Sketch (La Musa inglesa: un bosquejo) en 1933. También montuvo un interés en ruso y otra literatura eslava (principalmente serbia) el cual había comenzado durante la Primera Guerra Mundial, y publicó más traducciones, en particular la novela rusa Eugene Onegin (1937) de Pushkin.
La gama enciclopédica de Elton es impresionante y George Sampson, en el Cambridge History of English Literature (Cambridge Historia de Literatura inglesa), lo posiciona con dos de su contemporáneos quienes también eran "eruditos en la escala heroica del aprendizaje ": William Paton Ker y George Saintsbury.

## Familia
En 1888 Elton se casó con Letitia Maynard MacColl, la hermana de su amigo de Oxford Dugald Sutherland MacColl. Letitia se convirtió en una escritora de libros para niños. Tuvieron tres hijos, uno de los cuales sería el biólogo Charles Sutherland Elton.